# Џеферсонвил (Индијана)
Џеферсонвил (енгл. Jeffersonville) град је у америчкој савезној држави Индијана.

## Демографија
По попису из 2010. године број становника је 44.953, што је 17.591 (64,3%) становника више него 2000. године.
| Група             | 2000.          | 2010.          |
| Белци             | 22.301 (81,5%) | 35.292 (78,5%) |
| Афроамериканци    | 3.742 (13,7%)  | 5.953 (13,2%)  |
| Азијати           | 229 (0,8%)     | 513 (1,1%)     |
| Хиспаноамериканци | 493 (1,8%)     | 1.828 (4,1%)   |
| Укупно            | 27.362         | 44.953         |